# 新加坡智障人士福利促进会
新加坡智障人士福利促进会（英語：Movement for the Intellectually Disabled of Singapore，縮寫：MINDS）是位于新加坡的一个志愿福利组织，为智能障礙人士提供服务。他们运营4所特殊学校和一家名为MINDSville@Napiri的托管兼培训发展中心，后者提供治疗和托管服务。促进会的其它服务包括庇护工场、社会企业、每周活动以及信托基金管理。促进会于1962年成立，是新加坡规模最大的慈善组织之一，420位职员协助2400个受益者。截至2005年，促进会每年开支为2100万新元。其它两个组织，特别需求者协会（Association for Persons with Special Needs，前身为教育次正常协会）及新加坡特殊奥林匹克运动会亦起源于促进会的计划。

## 历史
1960年，新加坡儿童会为智障儿童发起了数个教育及培训课程，从而导致了新加坡弱智儿童协会（Singapore Association for Retarded Children）在1962年的形成。起初，位于陶纳路（Towner Road）的弱智儿童协会只有两个教师、26名学生；1960年，协会迅速扩张，分别在玛格丽特通道（Margaret Drive）和裕廊建立特殊学校，也在芽笼和淡滨尼分别增设庇护工场和托管中心，同时也建立了名为李光前中心的主要管理中心。1971年，协会展开了一个小组委员会，为那些轻微智障人士提供服务，一年后发起了青年志愿小组；1976年，小组委员会从协会分拆出来，另立教育次正常协会（Association for the Educationally Subnormal）。1983年，弱智儿童协会推出了新加坡首个早期干预计划，促使其它组织纷纷效仿，成立了后来成为新加坡特殊奥林匹克运动会的辅助小组委员会。
考虑到“retarded”（心智迟缓）一词渐趋贬义，组织也已开始为成人提供服务，弱智儿童协会1985年改名为新加坡智障人士福利促进会。1987年，新加坡公益金成为促进会主要资助者，1993年促进会成为新加坡规模最大的志愿福利组织，而教育次正常协会位居第二。1998年起，促进会下属特殊学校逐渐从已关闭小学校舍迁往具备个性化设施的新建筑物。2001年，促进会在巴西班让路（Pasir Panjang Road）开始了他们第一个社会企业——洗车服务。促进会之托管中心和培训中心于2007年并入新开张的MINDSville@Napiri中心，两年后搬迁计划完成。

## 活动
促进会运行4所特殊学校，为介于4岁至18岁之间的智障学生提供生活技能教育，例如个人仪容及资金管理。学生也外出学习如何处理常见任务，如购买食材和乘搭公共交通。学生需接受物理治疗、职前培训，以及某些主流学科的基本教育，包括语言、数学、美术及科学。为协助智障人士获得就业，促进会安排他们在庇护工场接受简单的整理和包装工作培训，然后与潜在雇主协商签约：例如，部分由新加坡航空聘请，为耳机进行回收工作。促进会亦管理数个社会企业，包括一家义卖商店、洗车服务、一家伙食供应公司，以及表演艺术剧团，这些社会企业旨在为智障人士增加就业机会。
在智障人士福利促进会托管计划下，智障者的家长可将储蓄存入信托账户，交由公共信托人保障，促进会确保在他们去世后，资金将用来维系照料受益者的费用。促进会的其它服务，包括辅导、行为治疗及康复，集中在其综合服务中心MINDSville@Napiri。中心含有为高支持需求的成人而设的一家疗养院、一家来自破碎家庭的智障儿童的收容所，以及为需要较少加护的客户提供灵活住宿选择的宿舍。除此之外，来自智障人士福利促进会青年组志愿者每周为大约170位智障人士进行教育、社交和娱乐活动，比如游泳课程、歌唱课程等等。

## 管理
智障人士福利促进会是新加坡历史最悠久、规模最大的志愿福利团体，有420位职员、2400个受益者，每年开支为2100万新元。他们主要资助来源是新加坡公益金，次要来源是课程费用、社会企业、赞助和公共捐款。促进会会长是康沛（Conrad Campos），执行总裁是Keh Eng Song，他们领导的15人组成的执行委员会以及4个小组委员会每月举行会议，讨论问题并策划新课程。新加坡智障人士福利促进会赢得了多个奖项，其中包括国家社会服务理事会颁发的2001年总统社会服务奖以及保健促进局授予的2010年新加坡保健奖（金奖）。